# Деккер, Джесси Джеймс
Джессика Роуз Джеймс Де́ккер (англ. Jessica Rose James-Decker; 12 апреля 1988) — американская певица и автор песен.

## Биография и карьера
Джессика Роуз Джеймс родилась 12 апреля 1988 года в Виченце, Италия. Начала петь в двухлетнем возрасте, а уже в 9 лет одержала свою первую победу на конкурсе талантов в Бейкере, штат Луизиана, исполнив песню «I Want to Be a Cowboy’s Sweetheart». В этом возрасте Джесси уже писала собственные песни, а в 15 лет регулярно путешествовала в город Нэшвилл, родину кантри-музыки, с целью отточить свои способности в написании песен и, по возможности, заключить контракт со звукозаписывающей компанией. Проходя прослушивания во многих рекорд-лейблах Нэшвилла, Джесси получала отказ за отказом, и лишь в 17 лет она смогла привлечь внимание Карла Уоллеса из независимого лейбла Yellow Dog, предложившего ей сотрудничать. Совместно с людьми из Yellow Dog Джеймс написала песню «Gypsy Girl» и представила её на шоу American Idol. После исполнения песни Джесси вызывала интерес у продюсера L.A. Reid из лейбла Mercury Records, который, услышав ещё одну её песню, «My Cowboy», подписал с ней контракт на запись и выпуск альбома. Первоначально Джеймс планировала записать альбом в стиле кантри, однако руководители рекорд-лейбла сообщили ей, что хотят видеть поп-альбом в стиле работ Бритни Спирс. Процесс записи альбома Джесси описывала как «интенсивный», она продолжила писать кантри-песни, хотя её и просили добавлять как можно меньше оттенков этого жанра. В итоге альбом стал смешением жанров кантри и поп, с большим акцентом на последний, как того и хотел лейбл. Дебютный альбом Джесси Джеймс, названный её собственным именем, был выпущен в свет в августе 2009 года, дебютировав на 23-й строчке чарта Billboard 200. Альбом получил смешанные отзывы критиков. Allmusic дал положительную оценку альбому, заметив, что все же музыка на нём далека от жанра кантри. Slant назвал альбом смешением поп-музыки, кантри и хип-хопа. Лид-сингл «Wanted» был выпущен в апреле 2009 года, и занял сороковую позицию чарта Billboard Hot 100. Джесси совместно с певицей Kid Rock и комиком Карлосом Мэнси исполнила сингл «Wanted» на Ближнем Востоке для американских военных, служащих в Ираке.
В 2010 году Джеймс начала работу над вторым альбомом, планируя выпустить его к концу лета. Альбом должен был быть выдержан в том же жанре, что и дебютный, но в этот раз лейбл дал Джесси свободу для творчества и позволил добавить в альбом больше кантри-звучания. В июне был опубликован первый сингл «Boys in the Summer». Трек имел незначительный успех и не попал в Billboard Hot 100. Джесси так и не смогла принять то, что ей суждено стать поп-певицей, и в самый разгар записи альбома заявила, что не желает ею быть и хочет создавать исключительно кантри-музыку. Запись альбома приостановилась, и Джесси записала несколько сольных синглов: «When You Say My Name» — выпущен 31 января 2012 года, и «Military Man» — выпущен 22 мая 2012 года. После этого Джеймс приступила к записи мини-альбома, получившего название «Comin’ Home». Альбом содержит 5 композиций, релиз состоялся 18 апреля 2014 года.

## Личная жизнь
С 22 июня 2013 года Джеймс замужем за футболистом Эриком Деккером, с которым встречалась два года до свадьбы. У супругов четверо детей: дочь Вивианн Роуз Деккер (род. 18 марта 2014) и три сына — Эрик Томас Деккер-второй (род. 3 сентября 2015), Форрест Брэдли Деккер (род. 31 марта 2018) и Денвер Каллоуэй Деккер (род. 9 февраля 2024).

## Дискография
- 2009 — Jessie James
- 2014 — Comin' Home EP